# 통신 소프트웨어
통신 소프트웨어는 PC와 대형 컴퓨터 혹은 PC와 PC를 연결해주는 프로그램을 말한다. 통신 소프트웨어의 종류는 100여 가지나 된다. 그 중에서 사용이 편리하고 기능이 좋은 소프트웨어를 몇 가지 소개하자면, 크로스톡(Crosstalk), 프로콤 플러서, 비트콤(Bitcom), 미러(Mirror) 등의 미국 소프트웨어와 이야기, 슈퍼세션, 한울 등의 한국의 소프트웨어를 들 수 있을 것이다. 예로 든 미국 소프트웨어는 돈을 주고 써야 하는 상품인 데 반해, 한국의 소프트웨어는 대부분 무료로 사용할 수 있는 공개 소프트웨어이다.  한국의 PC통신 서비스에는 천리안, 하이텔, 유니텔, 나우누리, 넷츠고, 채널아이 등이 있다.